# كونداليا

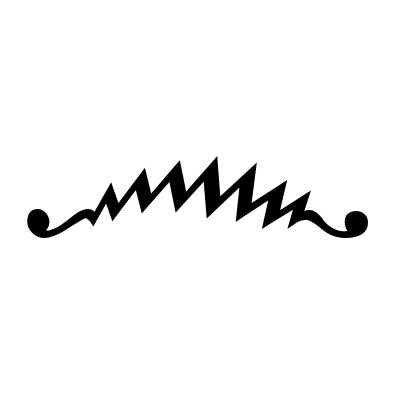
العلامة

الكونداليا علامة للترقيم في اللغة السنهالية تدل على نهاية الجملة وهي على شكل خطوط منكسرة إلى جهة اليسار.